# 埃琳娜·穆希娜
埃琳娜·維亞切斯拉沃夫娜·穆希娜（俄语：Елена Вячеславовна Мухина，1960年6月1日—2006年12月22日），蘇聯體操運動員，曾在1978年世界競技體操錦標賽（Artistic Gymnastics World Championships）贏得三面金牌，在1980年奧運前因練習時傷到頸椎導致終生癱瘓。